# Filosofická encyklopedie
Filosofická encyklopedie (rusky Философская энциклопедия) je ruskojazyčná odborná encyklopedie za redakce Fjodora Konstantinova. Encyklopedii vydávalo vydavatelství Sovětskaja enciklopedija v letech 1960—1970.